# لويس شويرتزر
لويس شويرتزر (بالفرنسية: Louis Schweitzer)‏ مواليد 08 يوليو 1942 في جنيف،

## روابط خارجية
- لويس شويرتزر على موقع الموسوعة البريطانية (الإنجليزية)
- لويس شويرتزر على موقع مونزينجر (الألمانية)